# Thongchai McIntyre
Thongchai McIntyre , bedre kendt med kunstnernavnet เบิร์ด ธงไชย / Bird Thongchai (født 7. december 1958) er en thailandsk sanger.

## Diskografi

### Album
- 1990 - Boomerrang
- 1992 - Lek Phrik Khee Noo
- 2002 - Chud Rab Kaek
- 2008 - Asa Sanook

## Filmiografi
- Ruk nai sai mok (รักในสายหมอก)
- Muer ruk rao (เมื่อรักร้าว)
- Kamin kup poon (ขมิ้นกับปูน)
- Khu Kam (คู่กรรม) as Kobori
- Wan née tee ror koy (วันนี้ที่รอคอย)
- Niramit (นิรมิต)
- Kuam song jum mai hua jai duem (ความทรงจำใหม่ หัวใจเดิม)
- Kol Kimono (กลกิโมโน)